# خرمن‌آغیلی (سولواووا)
خرمن‌آغیلی (به ترکی استانبولی: Harmanağılı) یک منطقهٔ مسکونی در ترکیه است که در سولواووا واقع شده‌است.